# Segunda División de España 1953-54
La temporada 1953–54 de la Segunda División de España de fútbol corresponde a la 23.ª edición del campeonato y se disputó entre el 13 de septiembre de 1953 y el 18 de abril de 1954 en su fase regular. Posteriormente se disputaron las fases de ascenso y permanencia entre el 2 de mayo y el 18 de julio.
Los campeones de Segunda División fueron el Deportivo Alavés y la UD Las Palmas.

## Sistema de competición
La Segunda División de España 1953/54 fue organizada por la Federación Española de Fútbol (RFEF).
El campeonato contó con la participación de 32 clubes divididos en dos grupos de 16 equipos cada uno, agrupándose por criterios de proximidad geográfica, y se disputó siguiendo un sistema de liga, de modo que los 16 equipos de cada grupo se enfrentaron entre sí, todos contra todos en dos ocasiones -una en campo propio y otra en campo contrario- sumando un total de 30 jornadas. El orden de los encuentros se decidió por sorteo antes de empezar la competición.
Se estableció una clasificación con arreglo a los puntos obtenidos en cada enfrentamiento, a razón de dos por partido ganado, uno por empatado y ninguno en caso de derrota. En caso de empate a puntos entre dos o más clubes en la clasificación, se tuvo en cuenta el mayor cociente de goles. 
Los primeros clasificados de cada grupo ascendieron directamente a Primera División, mientras que los segundos y terceros clasificados pasaron a la Fase de Ascenso, consistente en una liguilla, disputada también a doble partido a la que se unieron el tercer y cuarto peor equipos clasificados de Primera División. Se aplicaron los mismos criterios de puntuación que en la liga regular. Los dos primeros clasificados al término de las diez jornadas lograban la permanencia o el ascenso a Primera División según el caso, mientras que el resto descendía a Segunda División o no lograba el ascenso.
Los tres últimos clasificados de cada grupo descendieron directamente a Tercera División, mientras que los decimosegundos y decimoterceros clasificados jugaron la promoción de permanencia ante los subcampeones de cada uno de los seis grupos de Tercera División.

## Clubes participantes
| Datos de ascensos y descensos con respecto a la temporada anterior |
| --- |
| CD Málaga y Real Zaragoza CD descienden de Primera División. Atlético Osasuna y Real Jaén CF ascienden a Primera División. CD Atlético Baleares, Burgos CF, CD Cacereño, RCD Córdoba, Gimnástico de Tarragona, UD Huesca, Orihuela Deportiva CF, AD Plus Ultra y CD San Andrés descienden a Tercera División. CD Badajoz, CD Castellón, Cultural Leonesa, SD Eibar, SD Escoriaza, UD España, Jerez CD, CP La Felguera y CD Tenerife ascienden a Segunda División. |

### Grupo I
| Equipo                                     | Ciudad      | Estadio           |
| ------------------------------------------ | ----------- | ----------------- |
| Real Avilés Club de Fútbol                 | Avilés      | Las Arobias       |
| Club Deportivo Baracaldo Altos Hornos      | Baracaldo   | Lasesarre         |
| Caudal Deportivo                           | Mieres      | El Batán          |
| Cultural y Deportiva Leonesa               | León        | El Ejido          |
| Deportivo Alavés                           | Vitoria     | Mendizorroza      |
| Sociedad Deportiva Eibar                   | Éibar       | Ipurúa            |
| Sociedad Deportiva Escoriaza               | Zaragoza    | Las Delicias      |
| Sección Deportiva España Industrial        | Barcelona   | Les Corts         |
| Club Ferrol                                | Ferrol      | Inferniño         |
| Real Sociedad Gimnástica de Torrelavega    | Torrelavega | El Malecón        |
| Círculo Popular de La Felguera             | La Felguera | La Barraca        |
| Unión Deportiva Lérida                     | Lérida      | Campo de Deportes |
| Club Deportivo Logroñés                    | Logroño     | Las Gaunas        |
| Centro de Deportes Sabadell Club de Fútbol | Sabadell    | Cruz Alta         |
| Unión Deportiva Salamanca                  | Salamanca   | El Calvario       |
| Real Zaragoza Club Deportivo               | Zaragoza    | Torrero           |

### Grupo II
| Equipo                       | Ciudad                     | Estadio                   |
| ---------------------------- | -------------------------- | ------------------------- |
| Club Deportivo Alcoyano      | Alcoy                      | El Collao                 |
| Club Atlético Tetuán         | Tetuán                     | Sania Ramel               |
| Club Deportivo Badajoz       | Badajoz                    | El Vivero                 |
| Club Deportivo Castellón     | Castellón de la Plana      | Castalia                  |
| Unión Deportiva de Tánger    | Tánger                     | Estadio Marchan           |
| Granada Club de Fútbol       | Granada                    | Los Cármenes              |
| Hércules Club de Fútbol      | Alicante                   | La Viña                   |
| Jerez Club Deportivo         | Jerez de la Frontera       | Domecq                    |
| Unión Deportiva Las Palmas   | Las Palmas de Gran Canaria | Insular                   |
| Real Balompédica Linense     | La Línea de la Concepción  | San Bernardo              |
| Club Deportivo Málaga        | Málaga                     | La Rosaleda               |
| Real Club Deportivo Mallorca | Palma de Mallorca          | El Fortín                 |
| Unión Deportiva Melilla      | Melilla                    | Álvarez Claro             |
| Club Deportivo Mestalla      | Valencia                   | Mestalla                  |
| Club Real Murcia             | Murcia                     | La Condomina              |
| Club Deportivo Tenerife      | Santa Cruz de Tenerife     | Heliodoro Rodríguez López |

## Primera fase

### Grupo I

#### Clasificación
| Pos. | Equipo                              | Pts. | PJ | G  | E  | P  | GF | GC | Dif. | Clasificación                     |
| ---- | ----------------------------------- | ---- | -- | -- | -- | -- | -- | -- | ---- | --------------------------------- |
| 1    | Deportivo Alavés (C, A)             | 41   | 30 | 17 | 7  | 6  | 65 | 42 | +23  | Ascenso a Primera División        |
| 2    | C. D. Baracaldo Altos Hornos        | 38   | 30 | 17 | 4  | 9  | 56 | 36 | +20  | Acceso a Fase de ascenso          |
| 3    | U. D. Lérida                        | 38   | 30 | 16 | 6  | 8  | 62 | 44 | +18  | Acceso a Fase de ascenso          |
| 4    | Cultural Leonesa                    | 34   | 30 | 15 | 4  | 11 | 63 | 46 | +17  |                                   |
| 5    | S. D. España Industrial             | 33   | 30 | 12 | 9  | 9  | 62 | 48 | +14  |                                   |
| 6    | C. D. Sabadell C. F.                | 32   | 30 | 14 | 4  | 12 | 52 | 53 | −1   |                                   |
| 7    | S. D. Eibar                         | 29   | 30 | 10 | 9  | 11 | 56 | 54 | +2   |                                   |
| 8    | Club Ferrol                         | 29   | 30 | 12 | 5  | 13 | 44 | 58 | −14  |                                   |
| 9    | Real Zaragoza C. D.                 | 29   | 30 | 11 | 7  | 12 | 76 | 59 | +17  |                                   |
| 10   | C. D. Logroñés                      | 28   | 30 | 12 | 4  | 14 | 65 | 55 | +10  |                                   |
| 11   | Real Avilés C. F.                   | 28   | 30 | 9  | 10 | 11 | 45 | 61 | −16  |                                   |
| 12   | Caudal Deportivo                    | 28   | 30 | 11 | 6  | 13 | 38 | 46 | −8   | Acceso a Promoción de permanencia |
| 13   | C. P. La Felguera                   | 25   | 30 | 10 | 5  | 15 | 49 | 63 | −14  | Acceso a Promoción de permanencia |
| 14   | R. S. Gimnástica de Torrelavega (D) | 25   | 30 | 11 | 3  | 16 | 35 | 64 | −29  | Descenso a Tercera División       |
| 15   | U. D. Salamanca (D)                 | 22   | 30 | 8  | 6  | 16 | 44 | 56 | −12  | Descenso a Tercera División       |
| 16   | S. D. Escoriaza (D)                 | 21   | 30 | 8  | 5  | 17 | 42 | 69 | −27  | Descenso a Tercera División       |

 Fuente: BDFutbol
Criterios de clasificación: Puntos · Diferencia de goles · Goles a favor · Play-off
Notas:
1. ↑  La S. D. Escoriaza desapareció al término del campeonato.

#### Resultados
| Local \ Visitante               | ALV | AVI | BAR | CAU | CUL | EIB | ESC | ESI | FER | GTO | FEL | LER | LOG | SAB | SAL | ZAR |
| ------------------------------- | --- | --- | --- | --- | --- | --- | --- | --- | --- | --- | --- | --- | --- | --- | --- | --- |
| Deportivo Alavés                | —   | 2–0 | 2–1 | 1–0 | 3–2 | 2–2 | 3–1 | 3–1 | 6–0 | 1–0 | 5–2 | 4–1 | 5–0 | 3–1 | 4–1 | 4–4 |
| Real Avilés C. F.               | 2–2 | —   | 1–0 | 1–0 | 0–6 | 3–3 | 1–1 | 1–1 | 3–2 | 5–0 | 4–2 | 1–1 | 1–1 | 4–0 | 2–2 | 4–2 |
| C. D. Baracaldo Altos Hornos    | 0–3 | 5–0 | —   | 6–1 | 0–0 | 3–2 | 1–0 | 3–0 | 3–0 | 0–0 | 3–1 | 3–0 | 4–3 | 4–0 | 1–5 | 3–2 |
| Caudal Deportivo                | 1–2 | 0–2 | 0–1 | —   | 3–2 | 4–2 | 1–0 | 2–1 | 1–0 | 1–3 | 3–1 | 1–1 | 0–0 | 1–0 | 2–1 | 1–0 |
| Cultural Leonesa                | 3–1 | 5–0 | 1–0 | 4–2 | —   | 1–1 | 4–1 | 2–0 | 1–0 | 3–1 | 2–0 | 0–1 | 4–1 | 2–2 | 1–0 | 0–0 |
| S. D. Eibar                     | 0–1 | 1–1 | 0–1 | 1–1 | 6–0 | —   | 3–1 | 1–1 | 2–0 | 1–1 | 2–1 | 2–4 | 3–1 | 6–1 | 5–0 | 3–1 |
| S. D. Escoriaza                 | 4–1 | 4–3 | 0–0 | 2–1 | 3–5 | 2–1 | —   | 2–2 | 3–1 | 2–3 | 2–3 | 1–3 | 2–1 | 2–3 | 2–1 | 3–5 |
| S. D. España Industrial         | 2–2 | 1–1 | 3–0 | 1–1 | 2–3 | 7–1 | 4–1 | —   | 2–3 | 6–0 | 2–1 | 3–3 | 5–2 | 1–1 | 2–0 | 2–1 |
| Club Ferrol                     | 0–0 | 3–0 | 2–2 | 1–2 | 2–1 | 3–1 | 0–1 | 1–0 | —   | 2–0 | 4–0 | 2–1 | 4–1 | 3–2 | 2–2 | 2–0 |
| R. S. Gimnástica de Torrelavega | 2–1 | 2–0 | 3–2 | 2–1 | 1–0 | 0–1 | 3–0 | 2–3 | 1–2 | —   | 4–3 | 0–3 | 1–3 | 2–0 | 1–0 | 1–1 |
| C. P. La Felguera               | 6–0 | 1–1 | 2–3 | 0–0 | 2–1 | 2–1 | 1–1 | 0–1 | 1–1 | 4–1 | —   | 3–1 | 3–2 | 2–0 | 3–0 | 3–2 |
| U. D. Lérida                    | 2–1 | 4–0 | 4–2 | 2–2 | 2–4 | 0–1 | 3–1 | 1–0 | 5–1 | 3–0 | 3–0 | —   | 4–1 | 1–0 | 1–0 | 4–4 |
| C. D. Logroñés                  | 0–1 | 6–2 | 0–1 | 3–1 | 2–1 | 5–0 | 0–0 | 2–4 | 6–0 | 5–0 | 3–0 | 3–1 | —   | 3–2 | 3–0 | 5–1 |
| C. D. Sabadell C. F.            | 0–0 | 3–1 | 1–0 | 1–0 | 3–2 | 5–2 | 4–0 | 2–2 | 1–0 | 3–0 | 4–0 | 2–0 | 3–2 | —   | 3–1 | 4–3 |
| U. D. Salamanca                 | 3–1 | 1–0 | 0–1 | 1–5 | 3–2 | 0–0 | 5–0 | 1–2 | 2–2 | 5–0 | 1–1 | 1–1 | 1–0 | 3–0 | —   | 3–4 |
| Real Zaragoza C. D.             | 1–1 | 0–1 | 0–3 | 4–0 | 4–1 | 2–2 | 3–0 | 5–1 | 8–1 | 3–1 | 6–1 | 1–2 | 1–1 | 3–1 | 5–1 | —   |

### Grupo II

#### Clasificación
| Pos. | Equipo                  | Pts. | PJ | G  | E | P  | GF | GC  | Dif. | Clasificación                     |
| ---- | ----------------------- | ---- | -- | -- | - | -- | -- | --- | ---- | --------------------------------- |
| 1    | U. D. Las Palmas (C, A) | 39   | 30 | 16 | 7 | 7  | 58 | 33  | +25  | Ascenso a Primera División        |
| 2    | Hércules C. F.          | 38   | 30 | 17 | 4 | 9  | 55 | 40  | +15  | Acceso a Fase de ascenso          |
| 3    | C. D. Málaga            | 38   | 30 | 16 | 6 | 8  | 60 | 30  | +30  | Acceso a Fase de ascenso          |
| 4    | Granada C. F.           | 36   | 30 | 17 | 2 | 11 | 63 | 36  | +27  |                                   |
| 5    | C. D. Castellón         | 33   | 30 | 16 | 1 | 13 | 67 | 61  | +6   |                                   |
| 6    | C. D. Tenerife          | 33   | 30 | 14 | 5 | 11 | 56 | 41  | +15  |                                   |
| 7    | Atlético de Tetuán      | 33   | 30 | 15 | 3 | 12 | 60 | 46  | +14  |                                   |
| 8    | U. D. España            | 31   | 30 | 15 | 1 | 14 | 60 | 57  | +3   |                                   |
| 9    | C. D. Badajoz           | 30   | 30 | 11 | 8 | 11 | 66 | 55  | +11  |                                   |
| 10   | R. B. Linense           | 30   | 30 | 13 | 4 | 13 | 46 | 59  | −13  |                                   |
| 11   | Jerez C. D.             | 29   | 30 | 12 | 5 | 13 | 50 | 54  | −4   |                                   |
| 12   | Real Murcia             | 27   | 30 | 10 | 7 | 13 | 45 | 54  | −9   | Acceso a Promoción de permanencia |
| 13   | U. D. Melilla (D)       | 26   | 30 | 11 | 4 | 15 | 37 | 70  | −33  | Acceso a Promoción de permanencia |
| 14   | C. D. Alcoyano (D)      | 25   | 30 | 8  | 9 | 13 | 35 | 49  | −14  | Descenso a Tercera División       |
| 15   | C. D. Mestalla (D)      | 23   | 30 | 10 | 3 | 17 | 48 | 58  | −10  | Descenso a Tercera División       |
| 16   | R. C. D. Mallorca (D)   | 9    | 30 | 3  | 3 | 24 | 40 | 103 | −63  | Descenso a Tercera División       |

 Fuente: BDFutbol
Criterios de clasificación: Puntos · Diferencia de goles · Goles a favor · Play-off

#### Resultados
| Local \ Visitante  | ALC | ATT | BAD | CAS | ESP | GRA | HER | JER | LAS | LIN | MAL | MLL | MEL | MES | MUR | TEN |
| ------------------ | --- | --- | --- | --- | --- | --- | --- | --- | --- | --- | --- | --- | --- | --- | --- | --- |
| C. D. Alcoyano     | —   | 2–0 | 4–2 | 4–3 | 2–0 | 0–0 | 1–1 | 1–1 | 4–1 | 2–2 | 0–0 | 5–1 | 1–0 | 2–0 | 1–1 | 1–1 |
| Atlético de Tetuán | 4–0 | —   | 1–1 | 5–4 | 5–2 | 1–0 | 4–0 | 6–0 | 3–2 | 3–0 | 2–0 | 5–1 | 0–0 | 4–1 | 0–0 | 0–1 |
| C. D. Badajoz      | 2–1 | 3–1 | —   | 2–0 | 6–2 | 4–1 | 0–2 | 6–2 | 0–0 | 3–0 | 1–1 | 5–1 | 7–0 | 1–1 | 5–0 | 1–2 |
| C. D. Castellón    | 4–0 | 6–1 | 4–1 | —   | 3–0 | 1–0 | 2–0 | 5–2 | 3–1 | 5–0 | 1–0 | 5–2 | 5–2 | 2–1 | 2–1 | 2–0 |
| U. D. España       | 1–0 | 1–2 | 3–0 | 3–0 | —   | 3–0 | 2–1 | 3–1 | 1–0 | 4–0 | 2–1 | 6–0 | 2–1 | 2–0 | 6–3 | 4–1 |
| Granada C. F.      | 3–0 | 1–0 | 6–2 | 7–1 | 4–0 | —   | 1–2 | 2–0 | 1–1 | 3–1 | 1–0 | 6–2 | 7–0 | 2–0 | 2–1 | 2–1 |
| Hércules C. F.     | 3–1 | 2–0 | 3–3 | 3–3 | 4–1 | 3–1 | —   | 3–0 | 1–2 | 3–1 | 0–0 | 5–0 | 2–1 | 1–0 | 2–1 | 3–0 |
| Jerez C. D.        | 2–0 | 2–1 | 5–1 | 5–2 | 2–1 | 1–0 | 1–2 | —   | 0–0 | 4–0 | 1–1 | 3–0 | 3–0 | 3–1 | 1–1 | 2–1 |
| U. D. Las Palmas   | 3–1 | 2–0 | 1–1 | 7–0 | 2–0 | 2–0 | 2–1 | 4–3 | —   | 2–0 | 3–1 | 6–0 | 4–0 | 3–0 | 1–0 | 1–1 |
| R. B. Linense      | 1–0 | 2–1 | 3–2 | 1–0 | 2–4 | 2–1 | 1–0 | 1–0 | 2–0 | —   | 3–1 | 5–1 | 3–0 | 1–0 | 2–2 | 3–3 |
| C. D. Málaga       | 2–0 | 5–1 | 1–0 | 3–0 | 3–1 | 1–2 | 0–1 | 1–0 | 6–2 | 1–1 | —   | 3–1 | 4–0 | 3–0 | 5–0 | 4–1 |
| R. C. D. Mallorca  | 0–0 | 1–3 | 2–3 | 5–2 | 4–1 | 1–2 | 1–2 | 2–4 | 0–2 | 3–1 | 1–2 | —   | 1–1 | 3–3 | 1–2 | 3–4 |
| U. D. Melilla      | 2–2 | 2–1 | 1–1 | 1–0 | 4–2 | 2–1 | 2–0 | 1–0 | 1–0 | 2–3 | 0–4 | 2–0 | —   | 4–2 | 3–1 | 1–0 |
| C. D. Mestalla     | 1–0 | 2–3 | 4–1 | 0–1 | 3–1 | 1–3 | 2–0 | 5–0 | 1–1 | 5–4 | 2–3 | 5–2 | 4–1 | —   | 1–0 | 1–0 |
| Real Murcia        | 4–0 | 2–1 | 2–2 | 3–1 | 2–1 | 0–2 | 2–3 | 1–1 | 2–3 | 3–1 | 1–1 | 2–1 | 4–2 | 3–2 | —   | 1–0 |
| C. D. Tenerife     | 4–0 | 1–2 | 1–0 | 1–0 | 1–1 | 3–2 | 5–2 | 2–1 | 0–0 | 1–0 | 2–3 | 8–0 | 6–1 | 4–0 | 1–0 | —   |

## Fase de ascenso
En la fase de ascenso jugaron CD Baracaldo Altos Hornos y UD Lérida del Grupo I; Hércules CF y CD Málaga del Grupo II; y Atlético Osasuna y Real Jaén CF como equipos de Primera División. Los dos primeros clasificados jugarían en Primera División la siguiente temporada, el resto lo harían en Segunda División.

### Clasificación
| Pos. | Equipo              | Pts. | PJ | G | E | P | GF | GC | Dif. | Clasificación               |
| ---- | ------------------- | ---- | -- | - | - | - | -- | -- | ---- | --------------------------- |
| 1    | C. D. Málaga (A)    | 15   | 10 | 6 | 3 | 1 | 21 | 15 | +6   | Ascenso a Primera División  |
| 2    | Hércules C. F. (A)  | 13   | 10 | 5 | 3 | 2 | 16 | 10 | +6   | Ascenso a Primera División  |
| 3    | C. A. Osasuna (D)   | 11   | 10 | 4 | 3 | 3 | 23 | 20 | +3   | Descenso a Segunda División |
| 4    | Baracaldo C. F.     | 9    | 10 | 3 | 3 | 4 | 18 | 20 | −2   |                             |
| 5    | U. D. Lérida        | 8    | 10 | 3 | 2 | 5 | 27 | 30 | −3   |                             |
| 6    | Real Jaén C. F. (D) | 4    | 10 | 1 | 2 | 7 | 15 | 25 | −10  | Descenso a Segunda División |

 Fuente: Resultados Fútbol
Criterios de clasificación: Puntos · Diferencia de goles · Goles a favor · Play-off

### Resultados
| Local \ Visitante | BAR | HER | JAE | LER | MAL | OSA |
| ----------------- | --- | --- | --- | --- | --- | --- |
| Baracaldo C. F.   | —   | 0–1 | 3–2 | 4–0 | 1–0 | 3–3 |
| Hércules C. F.    | 2–2 | —   | 2–0 | 6–1 | 1–1 | 2–0 |
| Real Jaén C. F.   | 0–0 | 0–1 | —   | 4–3 | 1–2 | 0–1 |
| U. D. Lérida      | 7–2 | 5–1 | 2–2 | —   | 1–2 | 2–2 |
| C. D. Málaga      | 3–2 | 0–0 | 3–2 | 5–3 | —   | 1–1 |
| C. A. Osasuna     | 2–1 | 1–0 | 8–4 | 2–3 | 3–4 | —   |

## Promoción de permanencia

### Grupo I
En este grupo quedaron encuadrados Caudal Deportivo y CP La Felguera, que se enfrentaron a los subcampeones de los tres primeros grupos de Tercera División SD Ponferradina, UD Huesca y Gerona CF. Los dos primeros clasificados jugarían en Segunda División la temporada siguiente y el resto lo haría en Tercera División.

#### Clasificación
| Pos. | Equipo             | Pts. | PJ | G | E | P | GF | GC | Dif. |
| ---- | ------------------ | ---- | -- | - | - | - | -- | -- | ---- |
| 1    | Caudal Deportivo   | 12   | 8  | 6 | 0 | 2 | 16 | 7  | +9   |
| 2    | C. P. La Felguera  | 9    | 8  | 4 | 1 | 3 | 15 | 13 | +2   |
| 3    | S. D. Ponferradina | 8    | 8  | 3 | 2 | 3 | 10 | 13 | −3   |
| 4    | U. D. Huesca       | 7    | 8  | 3 | 1 | 4 | 13 | 16 | −3   |
| 5    | Gerona C. F.       | 4    | 8  | 2 | 0 | 6 | 13 | 18 | −5   |

 Fuente: Fútbol Regional
Criterios de clasificación: Puntos · Diferencia de goles · Goles a favor · Play-off

#### Resultados
| Local \ Visitante  | CAU | GER | HUE | FEL | PON |
| ------------------ | --- | --- | --- | --- | --- |
| Caudal Deportivo   | —   | 3–1 | 2–0 | 4–1 | 1–0 |
| Gerona C. F.       | 1–3 | —   | 2–1 | 1–2 | 5–1 |
| U. D. Huesca       | 0–3 | 3–1 | —   | 3–1 | 4–0 |
| C. P. La Felguera  | 2–0 | 2–1 | 6–1 | —   | 1–1 |
| S. D. Ponferradina | 2–0 | 3–1 | 1–1 | 2–0 | —   |

### Grupo II
En este grupo quedaron encuadrados Real Murcia y UD Melilla, que se enfrentaron a los subcampeones de los tres últimos grupos de Tercera División CD Cacereño, Orihuela Deportiva CF y CD San Fernando. Los dos primeros clasificados jugarían en Segunda División la temporada siguiente y el resto lo haría en Tercera División.

#### Clasificación
| Pos. | Equipo                   | Pts. | PJ | G | E | P | GF | GC | Dif. | Clasificación               |
| ---- | ------------------------ | ---- | -- | - | - | - | -- | -- | ---- | --------------------------- |
| 1    | C. D. San Fernando (A)   | 10   | 8  | 5 | 0 | 3 | 26 | 13 | +13  | Ascenso a Segunda División  |
| 2    | Real Murcia C. F.        | 10   | 8  | 5 | 0 | 3 | 23 | 9  | +14  |                             |
| 3    | C. D. Cacereño           | 8    | 8  | 4 | 0 | 4 | 12 | 22 | −10  |                             |
| 4    | U. D. Melilla (D)        | 6    | 8  | 3 | 0 | 5 | 16 | 17 | −1   | Descenso a Tercera División |
| 5    | Orihuela Deportiva C. F. | 6    | 8  | 3 | 0 | 5 | 8  | 24 | −16  |                             |

 Fuente: Fútbol Regional
Criterios de clasificación: Puntos · Diferencia de goles · Goles a favor · Play-off

#### Resultados
| Local \ Visitante        | CAC | MEL | MUR | ORI | SFE |
| ------------------------ | --- | --- | --- | --- | --- |
| C. D. Cacereño           | —   | 2–1 | 2–1 | 3–1 | 2–1 |
| U. D. Melilla            | 4–1 | —   | 1–0 | 7–0 | 2–4 |
| Real Murcia C. F.        | 7–0 | 3–0 | —   | 7–1 | 3–2 |
| Orihuela Deportiva C. F. | 3–0 | 1–0 | 0–1 | —   | 2–0 |
| C. D. San Fernando       | 4–2 | 6–1 | 3–1 | 6–0 | —   |

## Resumen
Campeones de Segunda División:
| - Deportivo Alavés | - Unión Deportiva Las Palmas |

Ascienden a Primera División:
| - Deportivo Alavés | - Unión Deportiva Las Palmas | - Club Deportivo Málaga | - Hércules Club de Fútbol |

Descienden a Tercera División: 
| - Club Deportivo Alcoyano - Sociedad Deportiva Escoriaza | - Real Sociedad Gimnástica de Torrelavega - Real Club Deportivo Mallorca | - Unión Deportiva Melilla - Club Deportivo Mestalla | - Unión Deportiva Salamanca |